# Lijst van nummer 1-hits in Zwitserland in 2007
Deze hits stonden in 2007 op nummer 1 in de Schweizer Hitparade, de bekendste hitlijst in Zwitserland.
| Datum        | Artiest                 | Titel                            |
| ------------ | ----------------------- | -------------------------------- |
| 7 januari    | Nelly Furtado           | All good things (Come to an end) |
| 14 januari   | Nelly Furtado           | All good things (Come to an end) |
| 21 januari   | Nelly Furtado           | All good things (Come to an end) |
| 28 januari   | Nelly Furtado           | All good things (Come to an end) |
| 4 februari   | Nelly Furtado           | All good things (Come to an end) |
| 11 februari  | Nelly Furtado           | All good things (Come to an end) |
| 18 februari  | Nelly Furtado           | All good things (Come to an end) |
| 25 februari  | Nelly Furtado           | All good things (Come to an end) |
| 4 maart      | Nelly Furtado           | All good things (Come to an end) |
| 11 maart     | Nelly Furtado           | All good things (Come to an end) |
| 18 maart     | Nelly Furtado           | Say it right                     |
| 25 maart     | Jennifer Lopez          | Qué hiciste                      |
| 1 april      | Nelly Furtado           | Say it right                     |
| 8 april      | Jennifer Lopez          | Qué hiciste                      |
| 15 april     | Nelly Furtado           | Say it right                     |
| 22 april     | Nelly Furtado           | Say it right                     |
| 29 april     | Beyoncé & Shakira       | Beautifal liar                   |
| 6 mei        | Beyoncé & Shakira       | Beautiful liar                   |
| 13 mei       | Beyoncé & Shakira       | Beautiful liar                   |
| 20 mei       | Beyoncé & Shakira       | Beautiful liar                   |
| 27 mei       | Mark Medlock            | Now or never                     |
| 3 juni       | Mark Medlock            | Now or never                     |
| 10 juni      | Rihanna & Jay-Z         | Umbrella                         |
| 17 juni      | Rihanna & Jay-Z         | Umbrella                         |
| 24 juni      | Rihanna & Jay-Z         | Umbrella                         |
| 1 juli       | Rihanna & Jay-Z         | Umbrella                         |
| 8 juli       | Rihanna & Jay-Z         | Umbrella                         |
| 15 juli      | Rihanna & Jay-Z         | Umbrella                         |
| 22 juli      | Rihanna & Jay-Z         | Umbrella                         |
| 29 juli      | Rihanna & Jay-Z         | Umbrella                         |
| 5 augustus   | Rihanna & Jay-Z         | Umbrella                         |
| 12 augustus  | Monrose                 | Hot summer                       |
| 19 augustus  | Monrose                 | Hot summer                       |
| 26 augustus  | Marquess                | Vayamos companeros               |
| 2 september  | James Blunt             | 1973                             |
| 9 september  | James Blunt             | 1973                             |
| 16 september | James Blunt             | 1973                             |
| 23 september | James Blunt             | 1973                             |
| 30 september | James Blunt             | 1973                             |
| 7 oktober    | James Blunt             | 1973                             |
| 14 oktober   | James Blunt             | 1973                             |
| 21 oktober   | James Blunt             | 1973                             |
| 28 oktober   | Rihanna                 | Don't stop the music             |
| 4 november   | Rihanna                 | Don't stop the music             |
| 11 november  | Alicia Keys             | No one                           |
| 18 november  | Rihanna                 | Don't stop the music             |
| 25 november  | Rihanna                 | Don't stop the music             |
| 2 december   | Rihanna                 | Don't stop the music             |
| 9 december   | Timbaland & OneRepublic | Apologize                        |
| 16 december  | Timbaland & OneRepublic | Apologize                        |
| 23 december  | Timbaland & OneRepublic | Apologize                        |
| 30 december  | Timbaland & OneRepublic | Apologize                        |